# Vabres-l'Abbaye
Vabres-l'Abbaye è un comune francese di 1 151 abitanti situato nel dipartimento dell'Aveyron nella regione dell'Occitania.

## Società

### Evoluzione demografica
Abitanti censiti